# Upside Down-voorvork

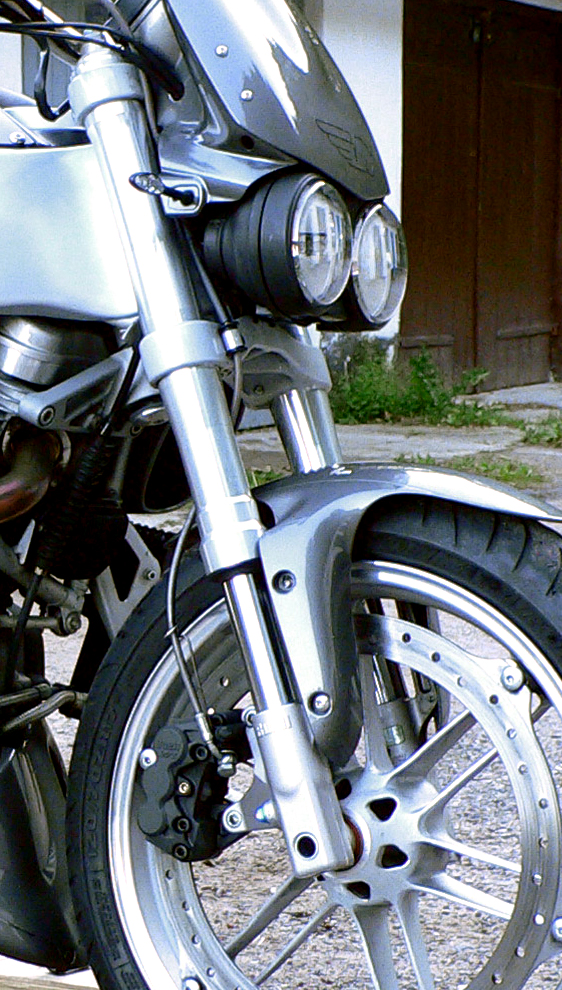
Upside Down-voorvork

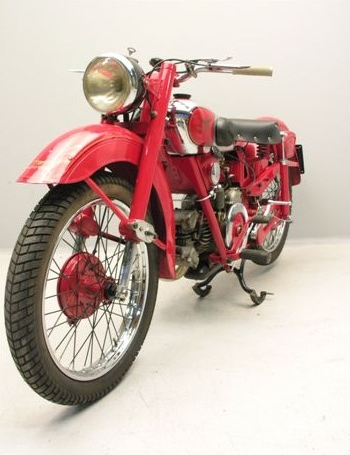
De "upside-down" vork van Moto Guzzi uit de jaren veertig

De UPSide-Down-voorvork of UPSD-voorvork is een door het Nederlandse bedrijf WP Suspension in 1983 ontwikkelde telescoop-voorvork voor motorfietsen waarbij de buitenpoten aan de kroonplaat en de binnenpoten aan de wielas kwamen te zitten. Bij conventionele telescoopvorken was dat precies andersom.

## Constructie
Door de constructie van de UPSD-vork ging het onafgeveerd gewicht omlaag waardoor de voorvork directer en comfortabeler werkt. Bovendien geeft de bevestiging van de (dikkere) buitenpoten in de kroonplaat meer stevigheid aan de voorvork.
In 1988 bracht White Power (tegenwoordig WP Suspension) de PTMA Pro Tech Multi Adjuster uit. Dit is een verbeterde UPSD-voorvork, met verbeterde stelmogelijkheden.
De Upside-Down-voorvork wordt ook wel Superfront genoemd.

## Moto Guzzi
Carlo Guzzi ontwikkelde een vergelijkbare voorvork in de jaren veertig. Ook in de Moto Guzzi Airone en de Moto Guzzi GTV zaten vanaf ca. 1948 telescoopvorken waarbij de buitenmantel aan de bovenkant zat. De buizen hadden een diameter van 47 mm, maar de binnenvork was zeer kort en daarmee ook de veerweg.